# Trzebiatów
Trzebiatów (německy Treptow an der Rega) je město v okrese Gryfice v Západopomořanském vojvodství na severozápadě Polska. V roce 2022 zde žilo 9 493 obyvatel. Protéká jím řeka Rega, která se o devět kilometrů dále na sever vlévá do Baltského moře. V centru města se dochovala řada historických památek, mezi které patří částečně dochované hradby s příkopem, gotická fara, klasicistní zámek, radnice a skupina měšťanských domů.

## Historie

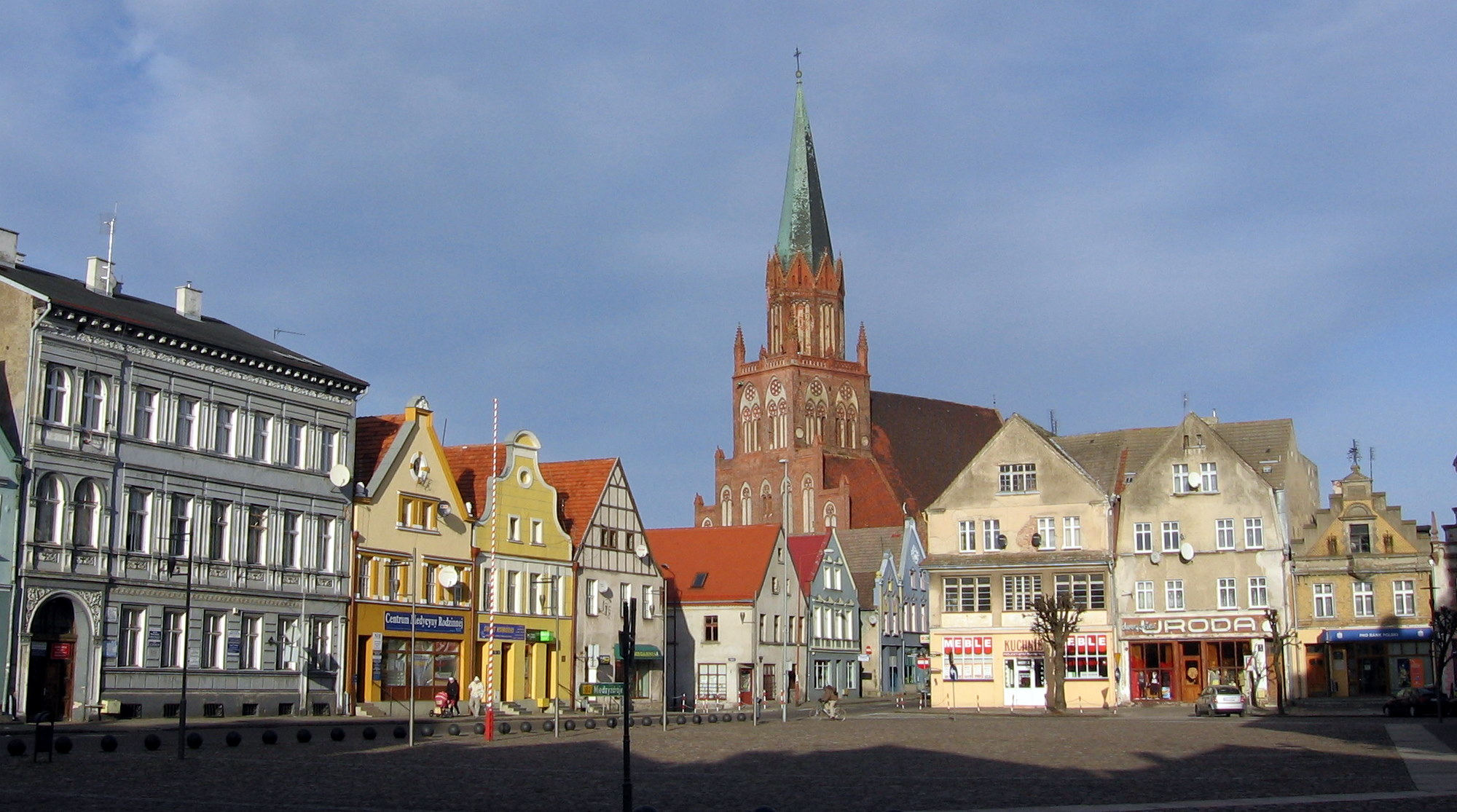
Náměstí

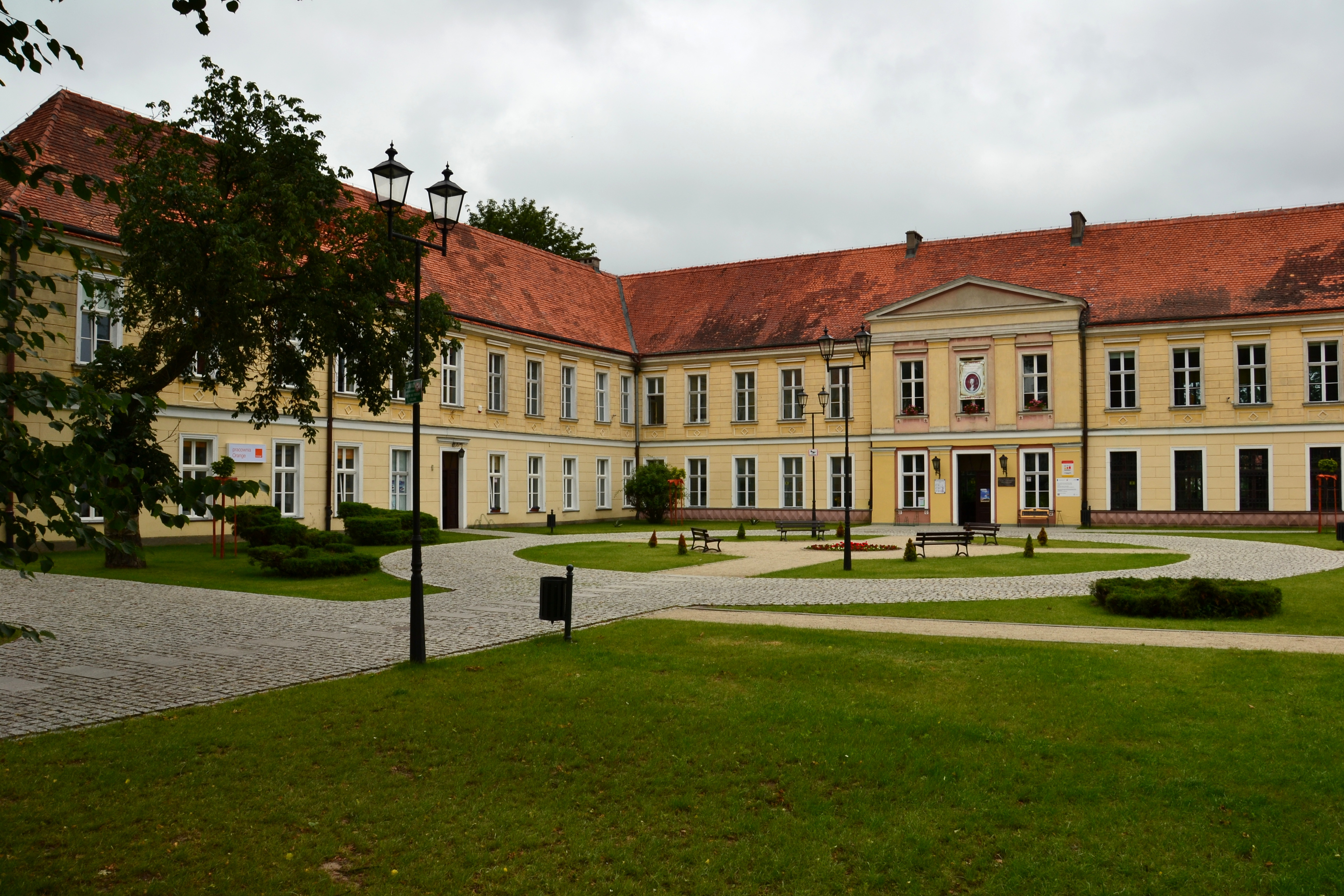
Zámek v Trzebiatowě

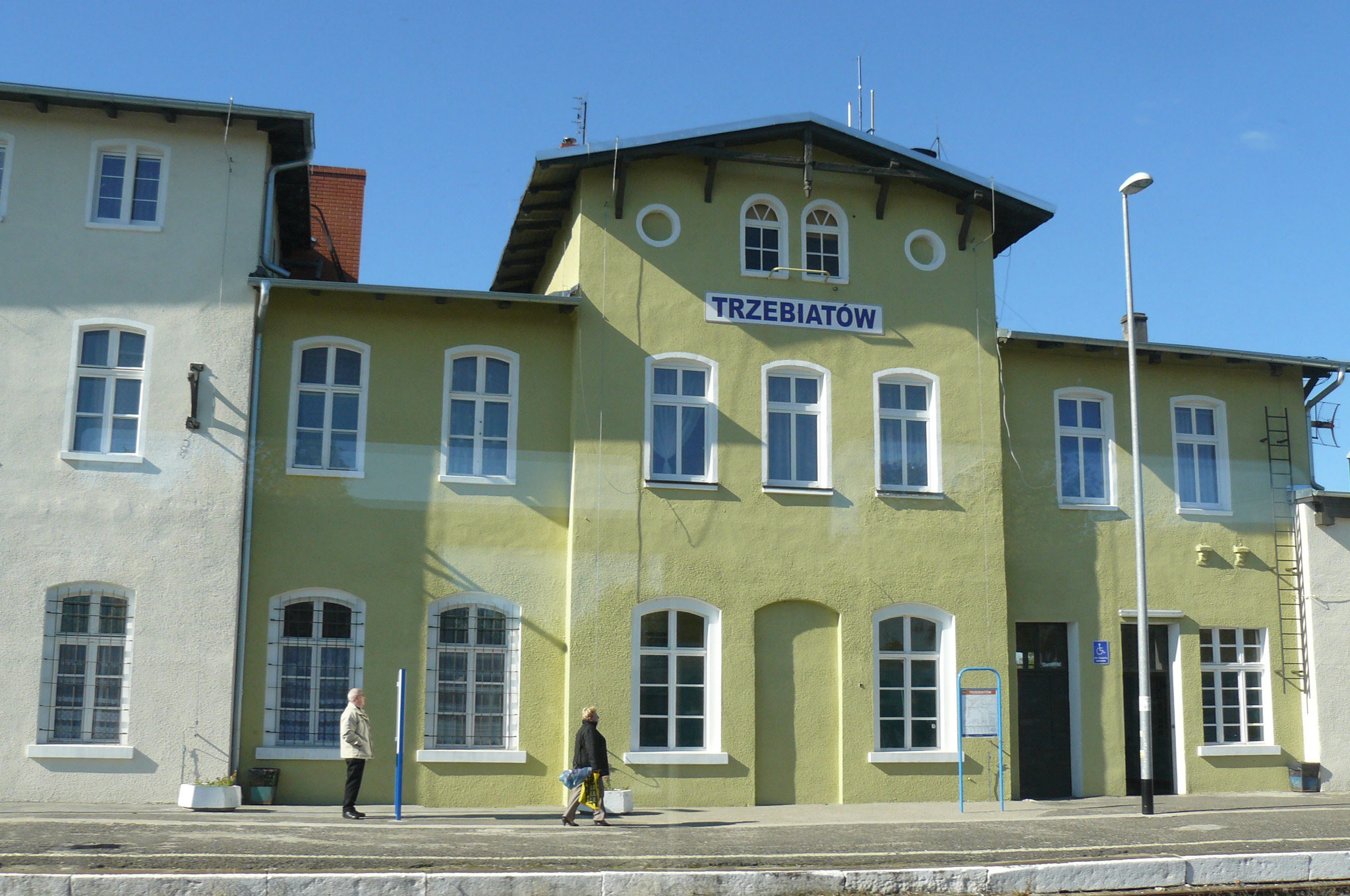
Železniční stanice

Na místě chráněném ze tří stran řekou Regou vznikla slovanská opevněná osada již v devátém století. Archeologický průzkum z let 1931–1932 odhalil zbytky budov, zlomky slovanské keramiky a římské mince použité pravděpodobně jako obětiny v Perunově svatyni.
První písemná zmínka pochází z roku 1170, kdy pomořanský kníže Kazimír I. věnoval jedenáct vesnic a patronátní práva nad kostelem v Trzebiatowě osadníkům ze švédského Lundu, kteří v nedalekých Białobokách založili mužský klášter. Třinácté století je spojeno s rozvojem obchodu na pobřeží Baltského moře. V roce 1277 uzavřel kníže Barnim I. dohodu s klášterem o otevření knížecí mincovny a správě města. Ze stejného roku pochází listina, která osadu povyšuje na město. Spolu s ní získalo město privilegia, ke kterým patřilo právo na volnou přepravu zboží po řece a opevnění hradbami. Białobokovský klášter měl dostávat polovinu městských platů. Za účast v bitvě u Stargardu v roce 1283 získalo město právo pečetit červeným voskem. Roku 1416 se Trzebiatów stal hanzovním městem. Obchodoval se sledi, pivem, solí, sladem a cibulí a perníkem. Zavedl úzkou spolupráci s Kolobřehem, ale obchodoval i s dalšími městy na pobřeží Baltského moře (např. s Kodaní). V roce 1465 však bylo město z hanzy vyloučeno.
Právo na plavbu po řece přispělo k rozvoji města, ale také ke sporům s Gryficí, která chtěla získat výhradní právo plavby pro sebe. Představitelé Gryfice si stěžovali až u papeže, a když neuspěli, uchýlili se k vojenským útokům na Trzebiatów. Důsledkem bylo několik válek, které skončily úpadkem Trzebiatowa. Další rozvoj města začal až ve druhé polovině šestnáctého století, kdy se v něm začaly konat koňské a dobytčí trhy. V sedmnáctém století však silné bouře zanesly městský přístav v Regoujśce bahnem, které znemožnilo plavbu lodí. Nepomohlo ani vyhloubení plavebního kanálu a vybudování nového přístavu u vesnice Mrzeżyno.
V šestnáctém století hrál Trzebiatów významnou roli ve vývoji církevní reformace. Roku 1534 ve městě proběhlo jednání zemského sněmu známé jako Trzebiatowský sněm, na kterém se pomořanská šlechta dohodla na přijetí luteránství jako dominantního náboženství a odmítla tak nadvládu římskokatolické církve.
Během třicetileté války město strádalo vojenskými aktivitami obou znepřátelených stran. Neblahý byl zejména rok 1643, kdy město zcela vyplenila carská armáda. Po roce 1648 se Trzebiatów stal součástí Braniborska. V letech 1631, 1635 a 1679 město poničily rozsáhlé požáry. Poslední zničil mimo jiné radnici, knížecí zámek a cihelnu.
Roku 1754 se ve městě narodil Fridrich I., budoucí württemberský král. V roce 1761 město dobyla ruská armáda, která v té době obsadila Pomořansko. Po osvobození byla do města umístěna pruská vojenská posádka, která v něm zůstala až do druhé světové války. Přesto bylo město v roce 1807 znovu dobyto, tentokrát Napoleonovou armádou.
Po skončení první světové války přetrvávaly hospodářské problémy spojené s německou hyperinflací, které se město pokusilo bránit vydáním vlastních peněz, tzv. notgeldů. Na konci druhé světové války se Trzebiatów stal součástí Polska. Německé obyvatelstvo muselo odejít do Německa, a tak v polovině roku 1945 mělo město jen 300 obyvatel polské národnosti, což byli většinou demobilizovaní členové 1. varšavské jízdní brigády, kteří zde založili rodiny.

## Obyvatelstvo
|           | 1910  | 1939   | 1946  | 1950  | 1960  | 1970  | 1980  | 1990  |
| --------- | ----- | ------ | ----- | ----- | ----- | ----- | ----- | ----- |
| Obyvatelé | 8 484 | 10 833 | 5 995 | 4 312 | 7 485 | 8 777 | 8 902 | 9 868 |

## Pamětihodnosti
- Gotický kostel Mateřství Panny Marie ze třináctého století
- Novogotický protestantský kostel z počátku dvacátého století
- Pozůstatky městských hradeb
- Věž Kaszana z přelomu třináctého a čtrnáctého století
- Radnice a zámek přestavěné v neoklasicistním slohu

## Osobnosti
- Jürgen Pavels (1568–1645), šlechtic, obchodník a politik
- Fridrich I. Württemberský (1754–1816), württemberský král
- Ferdinand von Arnim (1814–1866), německý architekt a malíř

## Partnerská města
- Grevesmühlen (Německo)
- Großräschen (Německo)
- Wandlitz (Německo)
- Sjöbö (Švédsko)
- Gmina Brwinów (Polsko)
- Gmina Istebna (Polsko)

## Galerie

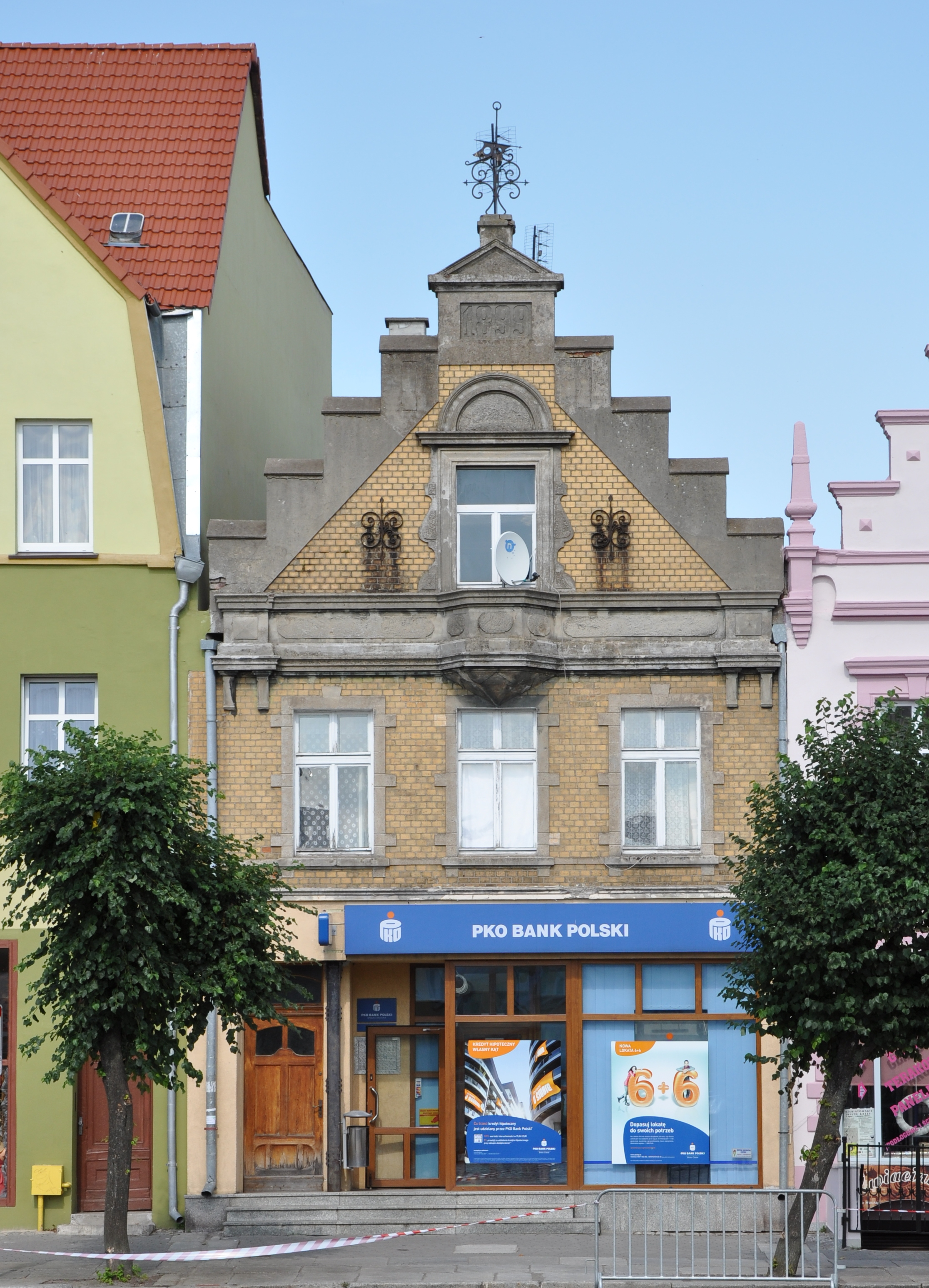
Dům čp. 8
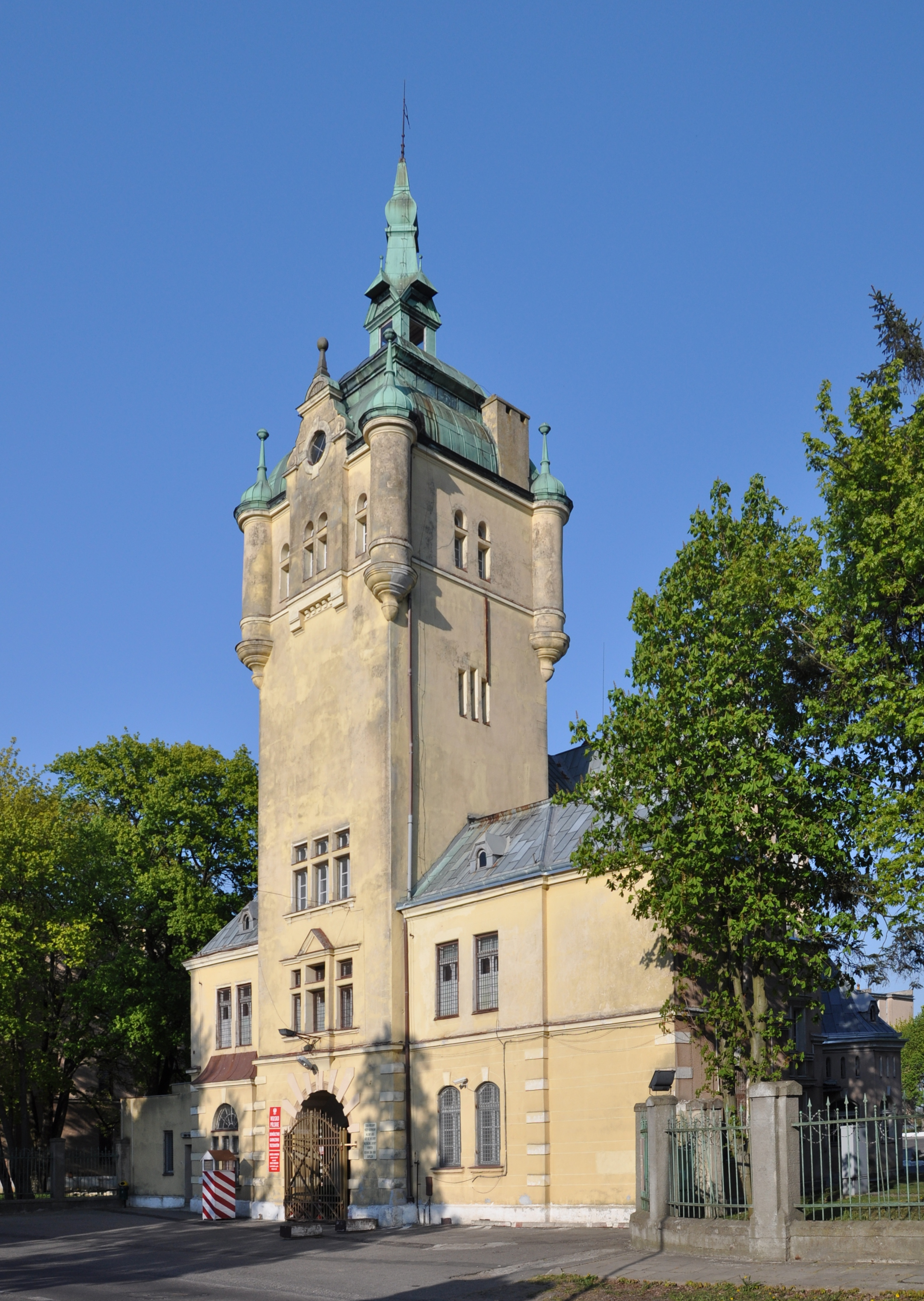
Věž vojenské školy
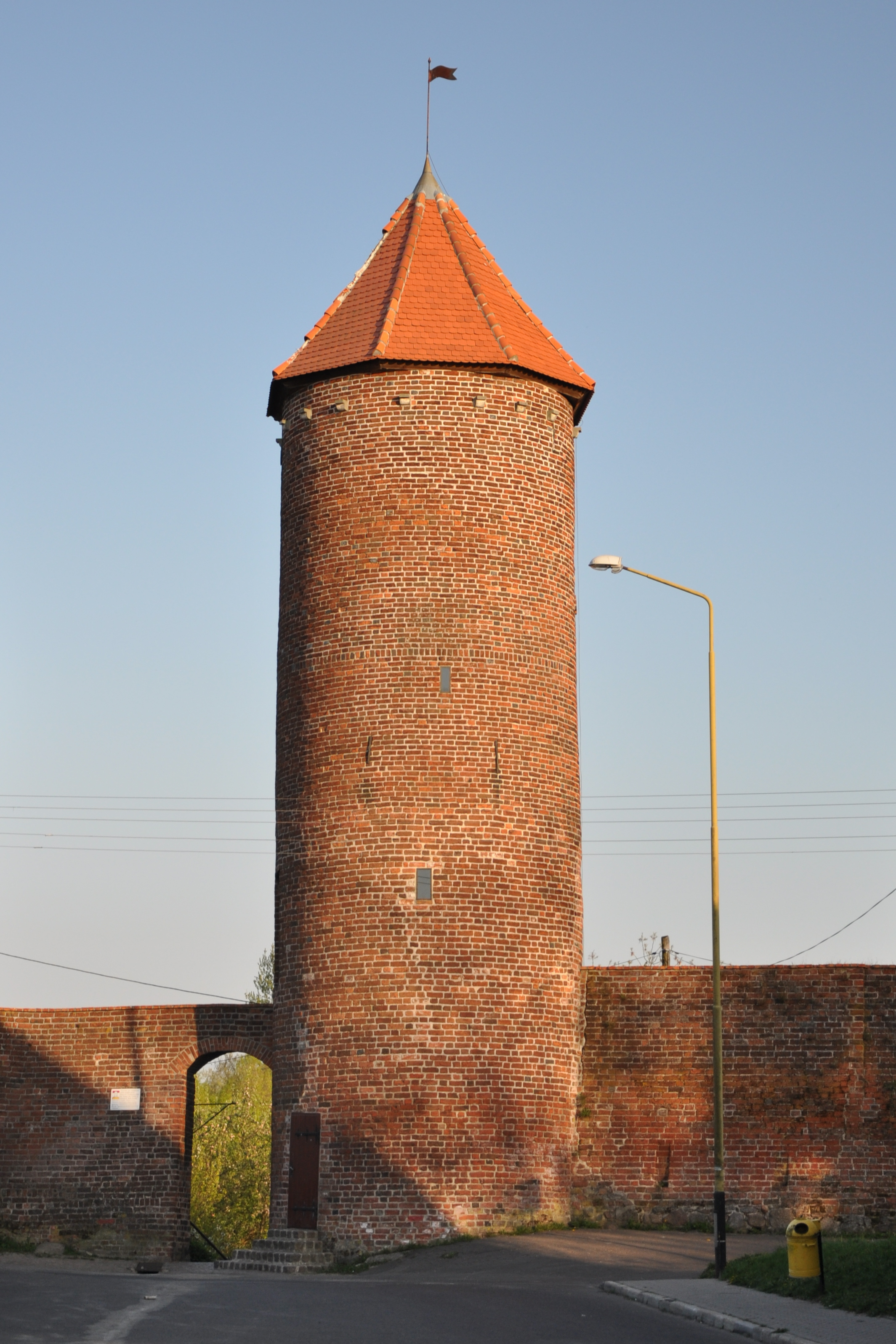
Věž Kaszana
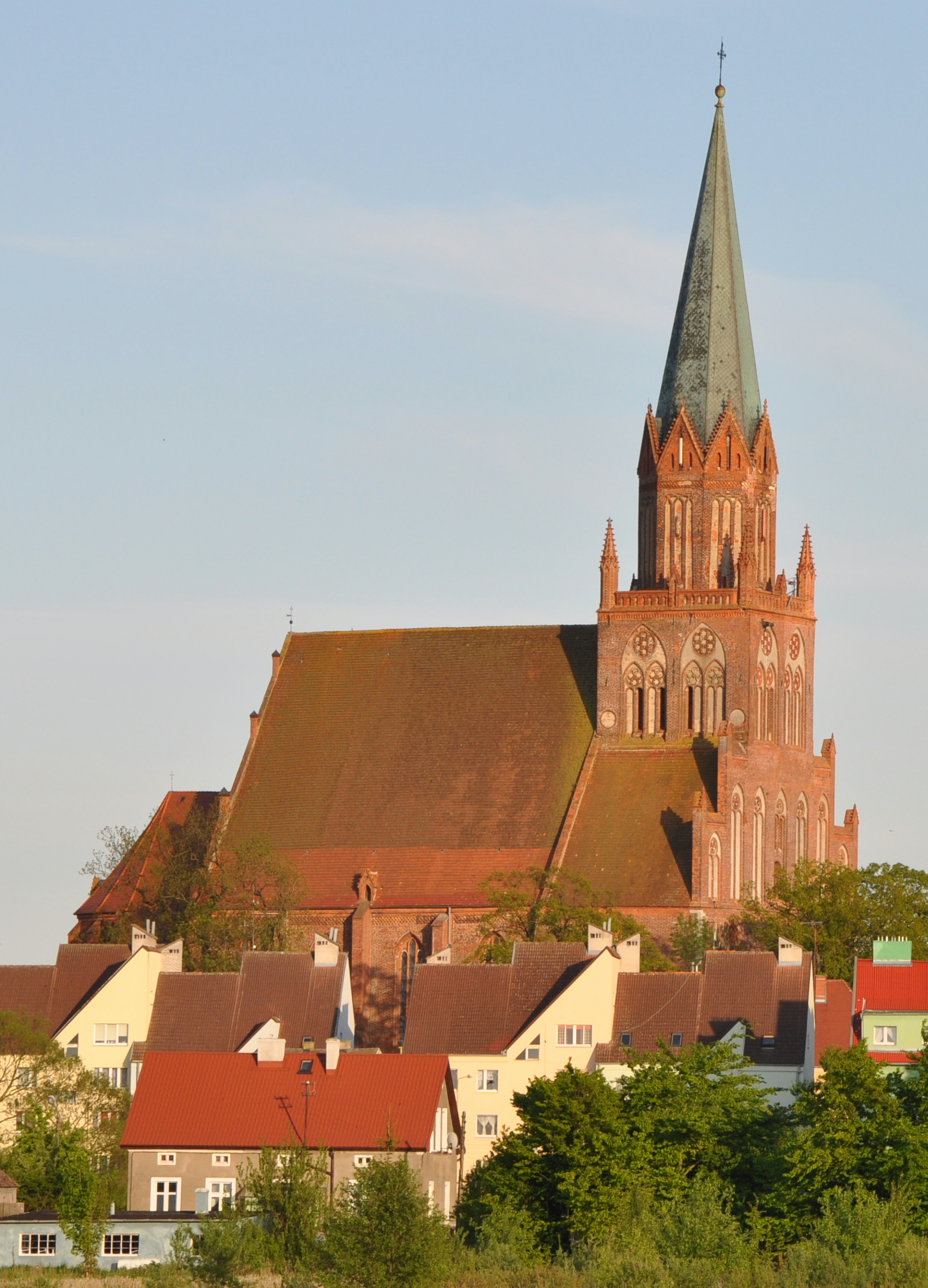
Kostel Panny Marie
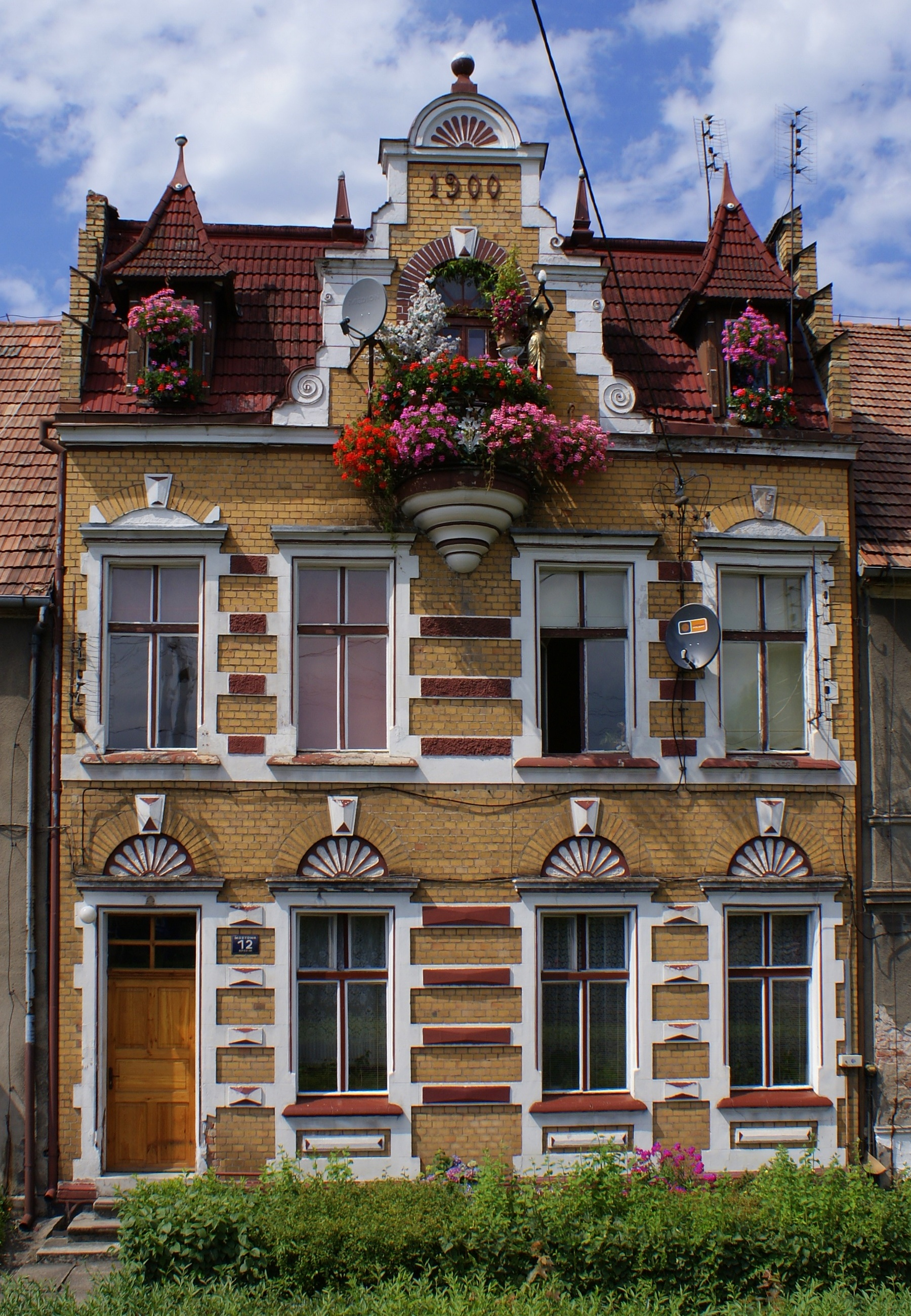
Historický dům